# Sidney McNeill Gutierrez

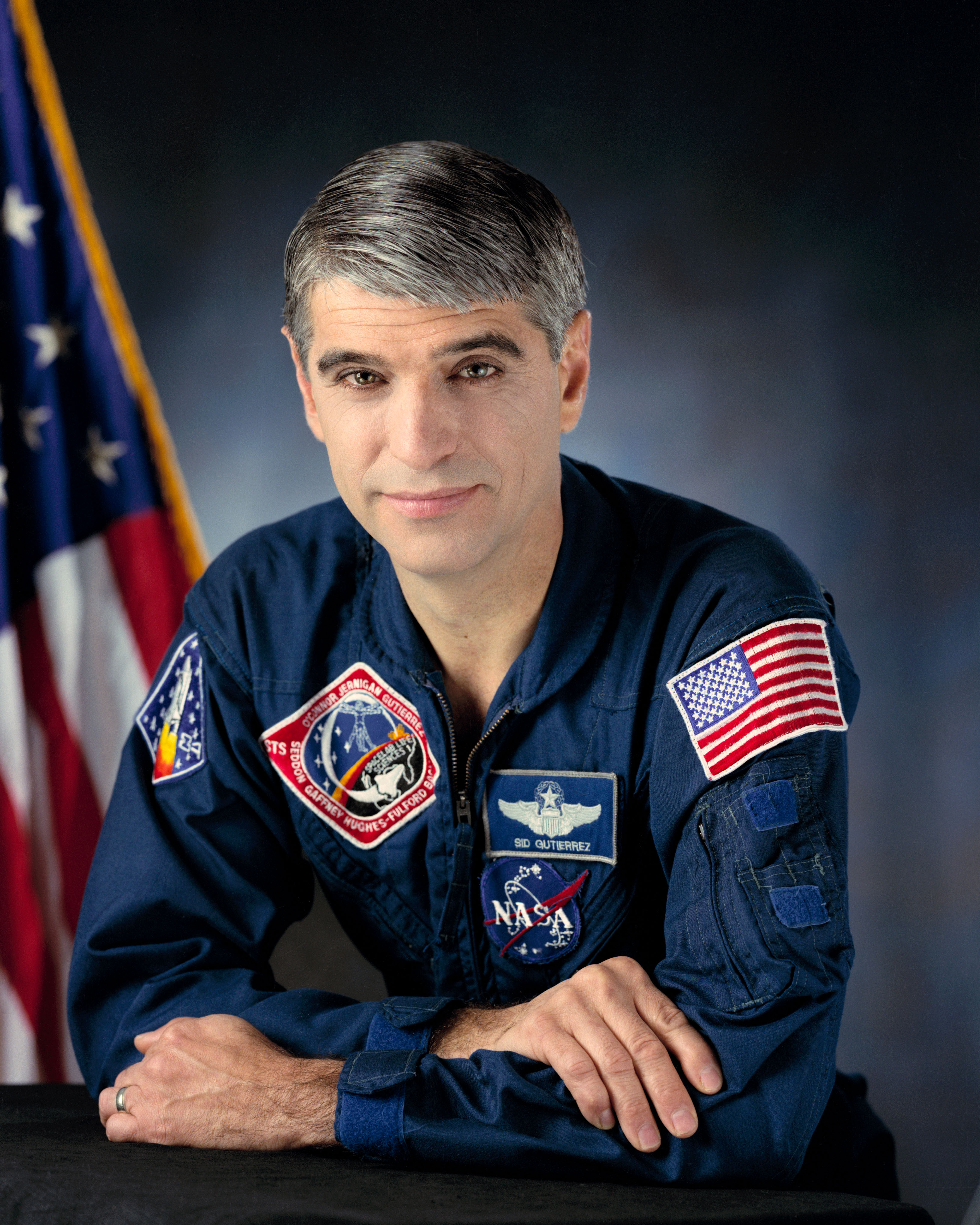
Sidney M. Gutierrez

Sidney McNeill Gutierrez (Albuquerque, Új-Mexikó, 1951. június 27. –) amerikai űrhajós, ezredes.

## Életpálya
1973-ban a Haditengerészeti Akadémián (USAF Academy) repüléstechnikai mérnöki oklevelet szerzett. 1977-ben a Webster University keretében menedzsment diplomát kapott. Tagja volt az Air Force Academy ejtőernyős csapatának. 550 ejtőernyős ugrást teljesített, mester minősítéssel rendelkezik. 1977-ben kapott repülőgép vezetői jogosítványt. Szolgálati repülőgépe az F–15 Eagle volt. 1981-ben tesztpilóta kiképzésen vizsgázott. Tesztelte az F–16 Fighting Falcon, F–100 Super Sabre különböző fejlesztéseit. Több mint 4500 órát töltött a levegőben (repülő/űrrepülő), tesztelt mintegy30 különböző típusú repülőgépet, vitorlázó repülőgépet, léggömböt és űrrepülőgépet.
1984. május 23-tól a Lyndon B. Johnson Űrközpontban részesült űrhajóskiképzésben. Kiképzett űrhajósként az Űrhajózási Hivatal keretében a Shuttle Avionics Integrációs Laboratory munkatársa. A Challenger-katasztrófa kivizsgáló bizottságnak tagja, koordinálta a különböző vizsgálati csoportok munkáját, összegző értékelésről tájékoztatást adott a Kongresszusi Bizottságnak. 1988-ban az Űrhajózási Hivatal jövőbeli feladatainak meghatározásáért felelős vezető. Tagja volt az STS–28. STS–30. STS–32, STS–33. STS–34, STS–42, STS–45. STS–46,  STS–49 és STS–52 támogató (tanácsadó, problémamegoldó) csapatának. Két űrszolgálata alatt összesen 20 napot, 8 órát és 3 percet (488 óra) töltött a világűrben. Űrhajós pályafutását 1994. augusztus 3-án fejezte be. 1994-1995 között a stratégiai kezdeményezések Minisztériumának vezetője. Tagja az Új-Mexikó Space Center Kormányzó Bizottságának.

## Űrrepülések
- STS–40, a Columbia űrrepülőgép 11. repülésének pilótája. A mikrogravitációs laboratóriumban a legénység 18 biológiai és orvosi kísérleteket hajtott végre többek között 30 rágcsálón és több ezer kis medúzán. Egy űrszolgálata alatt összesen 9 napot, 2 órát, 14 percet és 20 másodpercet töltött a világűrben. 6 083 223 kilométert (3 779 940 mérföldet) repült, 133 alkalommal kerülte meg a Földet.
- STS–59, az Endeavour űrrepülőgép 6. repülésének parancsnoka. A legénység a Space Radar Laboratory (SRL–1) platformot üzemeltetve vizsgálta az emberi civilizáció nyomait, jeleit a világűrből és ezek hatásait a természetes környezetre. Egy űrszolgálata alatt összesen 11 napot, 5 órát és 49 percet (270 óra) töltött a világűrben. 7 571 762 kilométert (4 704 875 mérföldet) repült, 183 kerülte meg a Földet.